# JoJo's Bizarre Adventure: Diamond Is Unbreakable
JoJo's Bizarre Adventure: Diamond Is Unbreakable (ジョジョの奇妙な冒険 ダイヤモンドは砕けない, JoJo no Kimyō na Bōken Daiyamondo wa Kudakenai) é a quarta temporada da animação JoJo's Bizarre Adventure produzido pelo estúdio David Production, série baseada no mangá JoJo's Bizarre Adventure  de Hirohiko Araki. Esta temporada da animação e a quarta parte do mangá, Diamond is Unbreakable.
A historia passa-se em 1999, a temporada segue as aventuras de Josuke Higashikata, o filho ilegítimo de Joseph Joestar, enquanto ele e seus novos amigos buscam um arco e flecha mágico que concedeu às pessoas poderes perigosos de Stand, arrancando a vida antes tranquila de Josuke em sua casa cidade de Morioh.
Uma adaptação para anime de Diamond is Unbreakable foi anunciada no final do evento "The Last Crusaders" para o anime JoJo's Bizarre Adventure: Stardust Crusaders em 24 de outubro de 2015, mais tarde um teaser foi postado no canal do youtube da Warner Bros. Japão.
A série foi dirigida por Naokatsu Tsuda e Toshiyuki Kato, Yasuko Kobayashi como roteirista, desenhos de personagens foi feito por Terumi Nishii e na trilha sonora foi composta mais uma vez por Yugo Kanno. O anime foi ao ar no Japão entre 1 de abril de 2016 e 23 de dezembro de 2016 e foi transmitido via streaming pela Crunchyroll.
Um episódio OVA baseado no mangá spin-off Rohan Kishibe Does Not Move foi distribuído em 2017 para aqueles que compraram o DVD ou Blu-ray da série. Uma segunda animação original foi lançado com uma edição especial do segundo volume do mangá em 19 de julho de 2018.